# 殷嶠

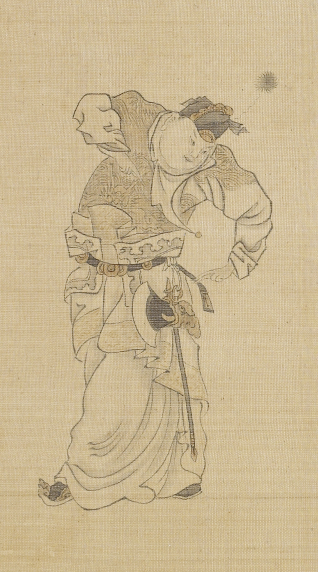
殷嶠

殷 嶠（いん きょう、生年不詳 - 622年）は、中国の唐の軍人。字は開山。雍州鄠県の出身。本貫は陳郡長平県。唐の凌煙閣二十四功臣のひとりに挙げられた。

## 経歴
隋の秘書丞の殷僧首（殷不害の子）の子として生まれた。殷嶠は若くして書物を渉猟し、書きつけの文章に巧みであり、隋の太谷県令として任用された。李淵が太原で起兵すると、召されて大将軍掾に補任され、軍機に参預した。軍功により光禄大夫となった。李建成に従って西河を攻撃した。李世民が渭北道元帥となると、その下で長史となった。ときに関中に群盗の勢力が割拠していたが、殷嶠は命を受けてその招諭にあたった。劉弘基とともに長安故城に駐屯し、衛孝節の軍を撃破した。長安が平定されると、陳郡公の爵位を賜り、丞相府掾となった。 まもなく吏部侍郎に任ぜられた。
元帥府司馬として李世民に従い、薛挙を討った。たまたま李世民が病の床に伏したので、軍を劉文静に委ねて、「賊は遠くからやってきたので、急戦に利がある。公らは争いを避けて、持久戦の構えを取るべきだ。食糧が尽きるのを待ち、その後に攻略するように」と戒めた。殷嶠は退出すると、「王は病にかかり、われわれの力では勝てないことを心配して、戦わないよう求めたのだ。いま機をみて敵を破れば、賊を王に残すこともないだろう」と劉文静に説いた。そうして戦端を開いたところ、薛挙に乗じられて、大敗を喫した。死罪に相当するところ、一命を許されて庶民に落とされた。薛仁杲に対する征戦に従軍し、功績によって爵位をもどされた。武徳2年（619年）、陝東道行台兵部尚書を兼ね、まもなく吏部尚書に転じた。李世民が王世充を討つのに従い、功により鄖国公に爵位を進めた。
武徳5年（622年）、劉黒闥に対する攻撃の途中に、病没した。詔により陝東道大行台右僕射の位を追贈され、節と諡され。永徽5年（654年）、司空の位を追贈された。

## 伝記資料
- 『旧唐書』巻58 列伝第8「殷嶠伝」
- 『新唐書』巻90 列伝第15「殷開山伝」